# Contea di Kent (Rhode Island)
La contea di Kent (in inglese Kent County) è una contea del Rhode Island negli Stati Uniti d'America. Il suo capoluogo è East Greenwhich.

## Geografia fisica
La contea confina a nord con la contea di Providence, a est si affaccia sulla baia di Narragansett che la separa dalla contea di Bristol e da quella di Newport, a sud confina con la contea di Washington ed a ovest confina con le contee di New London e di Windham del Connecticut.
Il territorio è pianeggiante. Nel nord-est scorre il fiume Pawtuxet. Nell'area centrale è situato il lago della Flat River Reservoir, alimentato dai fiumi Big, Carr e Quidnick.
La città più grande della contea è Warwick, la seconda città dello Stato per popolazione, posta sulla baia di Narragansett.

## Storia
La contea fu costituita nel 1750.

## Comuni

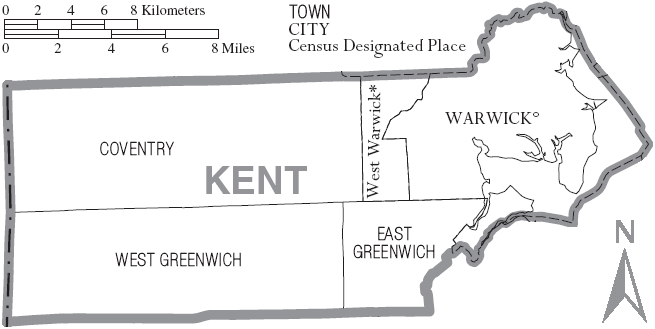
Cartina della Contea di Kent con la suddivisione in comuni (city e town)

- Coventry - town
- East Greenwich - town (capoluogo)
- Warwick - city
- West Greenwich - town
- West Warwick - town

## Società

### Evoluzione demografica
Abitanti censiti